# Echiochileae
Echiochileae, biljni tribus iz porodice boražinovki jedini u potporodici Echiochiloideae. Sastoji se od tri roda sa 31 vrstom raširena po Sjevernoj i Južnoj Americi, sjevernoj i istočnoj Africi i dijelovima Azije (Arapski i Indijski poluotok, Iran, Pakistan)

## Rodovi
1. Antiphytum DC. ex Meisn., (14 spp.)
2. Echiochilon Desf., (16 spp.), jedna jednogodišnja, ostale trajnice.
3. Ogastemma Brummitt (1 sp.)

Amphibologyne Brand je sinonim za Amsinckia Lehm.; vidi Amsinckia mexicana

## Sinonimi
- Echiochilinae H.Riedl, in Rechinger